# Tiểu thuyết du đãng
Tiểu thuyết du đãng (tiếng Anh: picaresque novel) còn gọi là tiểu thuyết bợm nghịch.
Một trong những hình thức đầu tiên của tiểu thuyết châu Âu (thế kỷ XVI – XVIII), nảy sinh ở Tây Ban Nha (đánh dấu bằng cuốn truyện khuyết danh: La-xa-ri-lô xứ To-rơ-me-xơ), kể về cuộc đời phiêu bạt của các tên bợm tháo vát, chuyên lừa gạt và ưa phiêu lưu, các picaro (picaro – tiếng Tây Ban Nha còn có nghĩa là “tên bịp bợm“, do đó ở Việt Nam có bản dịch là tiểu thuyết bợm nghịch);
nhân vật này thường xuất thân từ tầng lớp hạ lưu hoặc đôi khi từ giới quý tộc sa sút. Kết cấu tiểu thuyết du đãng không phức tạp, trần thuật được xây dựng như là câu chuyện của nhân vật về cuộc đời mình, như là hồi ức hoặc ghi chép của anh ta, nó đã mở rộng để tài tiểu thuyết và đem vào văn học một cái nhìn mới.